# 田島日出雄
田島 日出雄（たじま ひでお、1941年6月22日 - ）は、宮崎県延岡市出身の元騎手・調教助手。
元騎手・調教助手の田島裕和は子。

## 来歴
中学の先輩には矢野一博、後輩には大崎昭一・安田伊佐夫がいる。
1959年10月3日に阪神・武輔彦厩舎からデビューし、京都第8競走4歳以上20万下・ビガラス（7頭中3着）で初騎乗を果たす。11月1日の阪神第8競走4歳以上50〜60万下・バアムランドで初勝利を挙げ、菊花賞でも同馬に騎乗し、1年目にして八大競走及びGI級レース初騎乗を果たす。1年目の同年は初騎乗が遅いこともあり3勝に終わるが、2年目の1960年には6勝、3年目の1961年には初の2桁で20勝台となる23勝（平地17勝, 障害6勝）を挙げる。1961年から1975年まで15年連続2桁勝利を記録し、1966年から1969年には4年連続30勝台をマーク。息子の裕和が誕生した1966年には31勝を挙げたほか、タイギヨウで暮れの阪神3歳ステークスをレコードで制す。管理する武平三調教師は師匠・武輔彦の弟であり、甥の武邦彦が同厩のアトラスを選択したことで田島に出番が回り、重賞初制覇をGI級レースで挙げる。
1967年からは平地の騎乗に専念し、自己最多の35勝を挙げる。1968年には二分久男厩舎に移籍し、アラブ大賞典（秋）・クモムラサキで2年ぶりの重賞勝ちをマーク。1969年には札幌記念でリキエイカンでマーチスに1/2馬身差迫ると同時にフイニイ・メジロタイヨウに先着する2着、同馬では1971年の函館記念でもメジロムサシの2着に入った。1970年には柏谷富衛厩舎に移籍し、きさらぎ賞では7頭中7番人気のコマツオーでタニノムーティエの2着に入った。1971年には柏谷の死去によりフリーとなり、同年の京都記念（秋）では10頭中9番人気のヤマニブルームで軽量49kgを活かし2着に入った。
1972年には島崎宏厩舎所属となり、1973年からは1年間の休養から復帰したタニノチカラの主戦騎手となる。1年8ヶ月ぶりの出走となった1973年7月7日の札幌第6競走4歳以上200万下で初コンビを組むが、2着馬に4馬身差の楽勝であった。続く積丹特別（200万下）が5馬身、昇級初戦の利尻特別（400万下）を4馬身と、持ったままの3連勝を飾る。北海道に出張していた関東のトラックマンが「秋の天皇賞と有馬記念は決まったな」と会話を交わすほど、東西交流のほとんど無い時代、北海道で初めて接する関西馬が度肝を抜かせた。帰厩後は朝日チャレンジカップで重賞初制覇に導くと、続くハリウッドターフクラブ賞も制して重賞を連勝。天皇賞（秋）では追い込んできたミリオンパラに3馬身差を付けて八大競走初制覇を果たすが、有馬記念ではハイセイコーを最後までマークして、先行したストロングエイト・ニットウチドリの逃げ残りを許した4着に終わる。1974年の有馬記念では同じ過ちを犯さず、マイペースで先頭を走り抜け、2着争いを繰り広げるハイセイコー・タケホープに5馬身差を付けて制覇している。1977年には4歳牝馬特別（西）でキシュウローレルの妹メイショウローレルを2着に逃げ粘らせ、桜花賞本番でも逃げた。1978年から1980年には3年連続2桁勝利を記録するが、1981年9勝→1982年4勝と減少。1983年には自身初の0勝に終わり、5月22日の阪神第8競走5歳以上400万下・バンブーオリオン（17頭中13着）を最後に騎乗も無くなる。1984年2月25日の阪神第1競走4歳以上300万下・トリハヤで久々に騎乗し、2年ぶりの勝利を挙げたのが最後の勝利となった。翌26日の阪神第9競走クロッカス賞・ダドリアバンブー（14頭中6着）が最後の騎乗となり、28日に騎手免許を更新せず引退。
引退後は調教助手。

## 騎手成績
| 通算成績 | 1着 | 2着 | 3着 | 4着以下 | 騎乗回数 | 勝率 | 連対率 |
| -------- | --- | --- | --- | ------- | -------- | ---- | ------ |
| 平地     | 397 | 441 | 436 | 2745    | 4019     | .099 | .209   |
| 障害     | 14  | 21  | 15  | 66      | 116      | .121 | .302   |
| 計       | 411 | 462 | 451 | 2811    | 4135     | .099 | .211   |

### 主な騎乗馬
- タイギヨウ（1966年阪神3歳ステークス）
- クモムラサキ（1968年アラブ大賞典 (秋)）
- タニノチカラ（1973年, 1974年ハリウッドターフクラブ賞→京都大賞典、1973年天皇賞 (秋)・朝日チャレンジカップ、1974年有馬記念、1975年京都記念 (春)）

その他
- イコマエイカン
- リキエイカン